# Gusgã
Gusgã, Gosgã (em pastó: گوزگان; romaniz.: Guzgan, Gozgan), Gusganã, Gosganã (Guzganan, Gozganan), Cusgã ou Cosgã (Quzghan, Qozghan), conhecido em árabe como Jusjã (em árabe: جوزجان; romaniz.: Juzjan) ou Jusjanã (em árabe: جوزجانان; romaniz.: Juzjanan), é uma região histórica e principado medieval onde hoje é o norte do Afeganistão.

## Etimologia

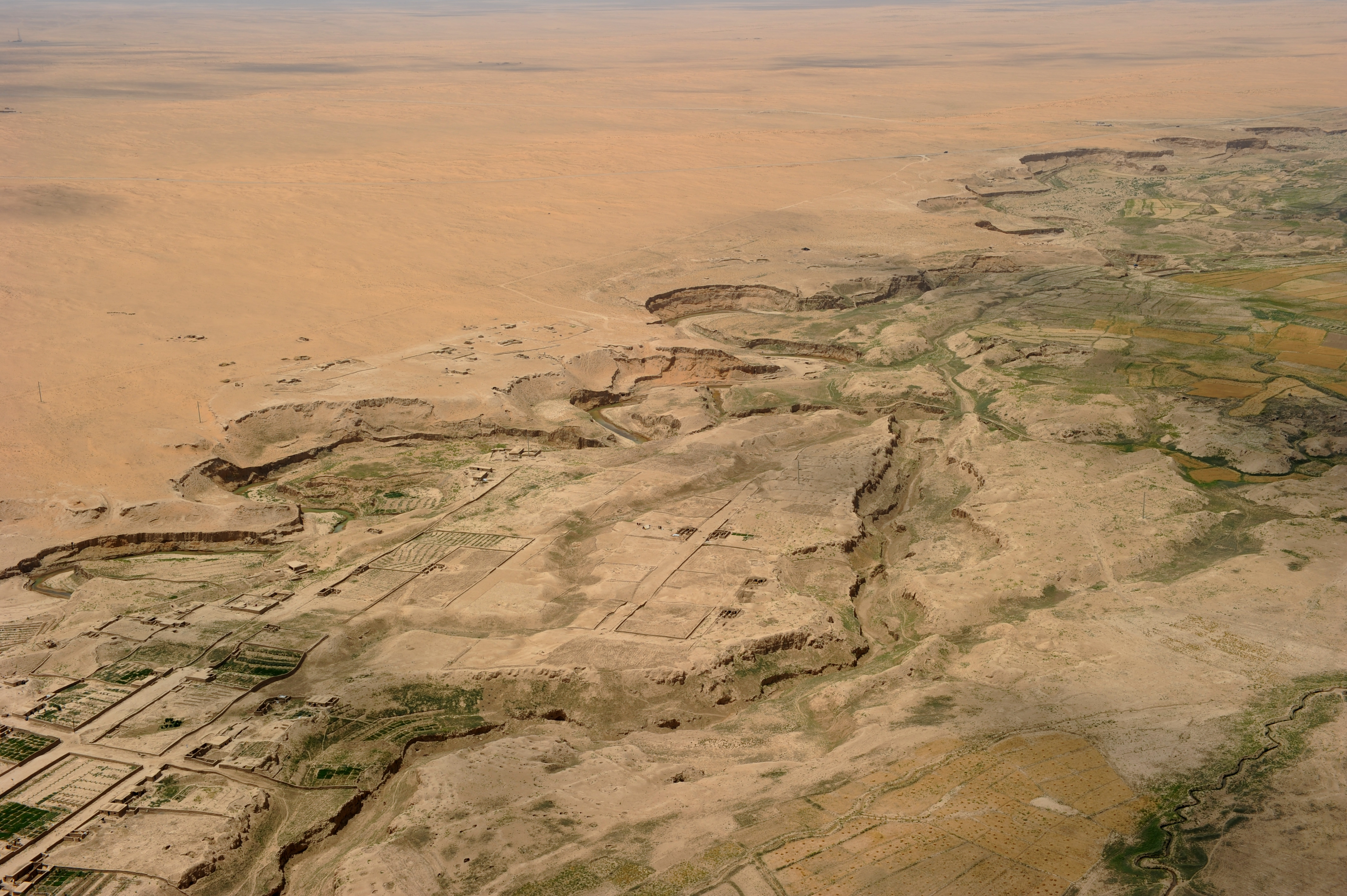
Corrente perto de Josjã

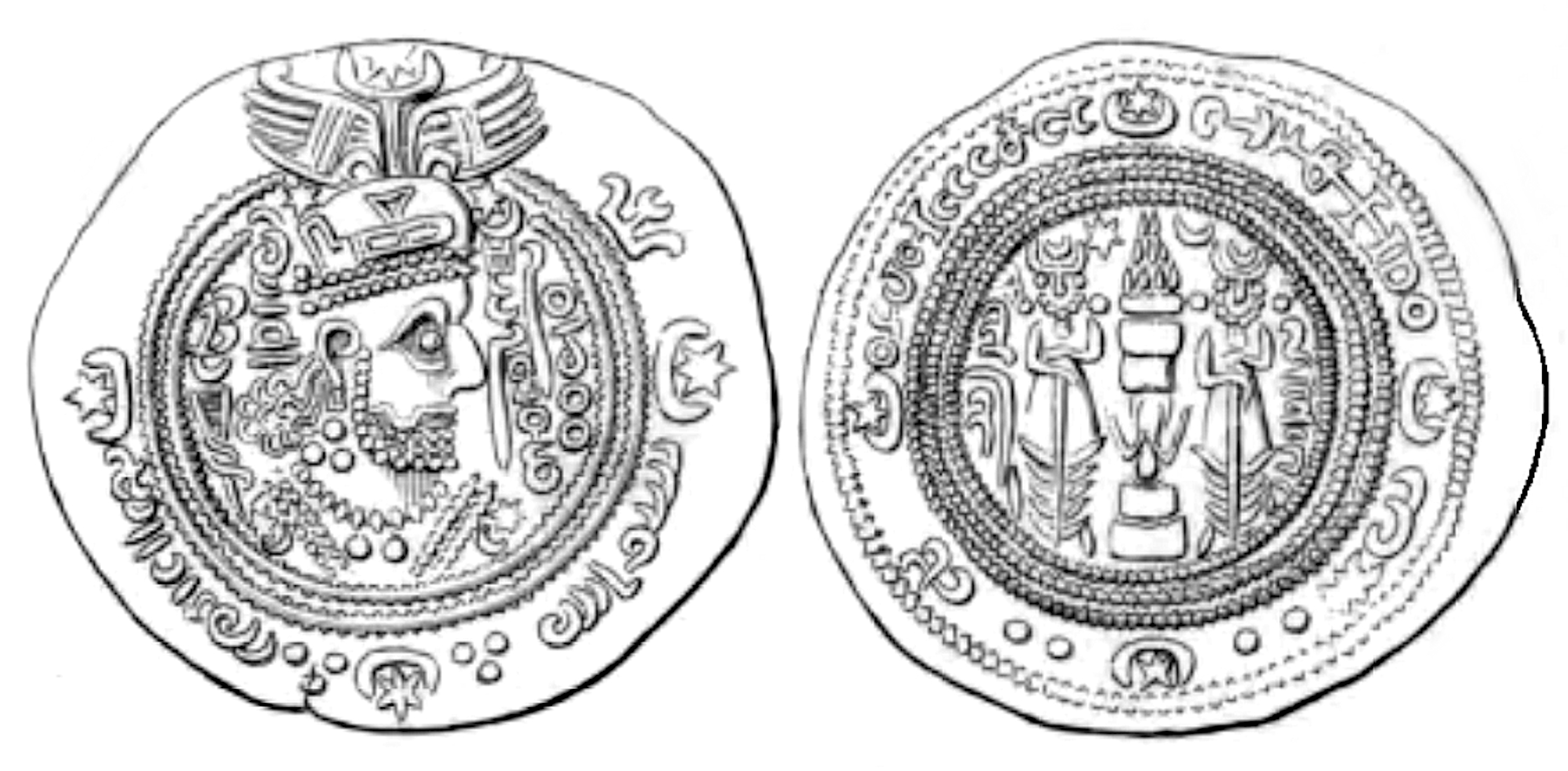
Dracma de Zulade de Gusgã de 688 imitando a cunhagem do xá r.

A área era conhecida como "Gusgã" (Guzgan) ou no plural "Gusganã" (Guzganan), de onde vem o árabe "Jusjã / Jusjanã" (Juzjan / Juzjanan). O orientalista Vladimir Minorsky derivou o nome de uma palavra que significa "noz", um produto pelo qual a área ainda é conhecida hoje. O estudioso do século XIX Henry George Raverty sugeriu que a forma plural emergiu da divisão do país em duas partes pelo rio Murgabe.

## Geografia
Os limites de Gusgã nunca foram bem definidos e flutuaram ao longo do tempo. Certamente não têm nenhuma relação com os limites administrativos modernos da província de Josjã, que foi batizada em sua honra, ou a província vizinha de Fariabe, mas historicamente englobou as terras ao redor das cidades de Meimané (capital de Fariabe), Andecui, Xabergã (capital de Josjã) e Sar e Pol (capital da província homônima). Situada na zona de transição entre as estepes da Ásia Central e o Planalto Iraniano, era caracterizada por uma mistura de populações urbanas sedentárias nos vales férteis dos rios, junto de tribos nômades engajadas na pastorícia, que aparecia como principal fonte de riqueza por geógrafos medievais. Sua localização também significava que era frequentemente usada como rota para exércitos marchando de e para o Irã à Ásia Central.

## História
Ao menos desde o século VII, fazia parte do Tocaristão. Possivelmente esteve sob controle do Império Heftalita (séculos V-VII) antes da chegada dos árabes no século VII, e é notável como uma das regiões, junto ao Robe (atua Rui) a leste, no vale superior do Colme, dos quais surgiram os ditos documentos bactrianos, que incluem textos árabes e bactrianos, provisoriamente datados do fim do século VII e início do VIII. De acordo com eles, a área era controlada por uma família local que usava Gurgã como nome dinástico, o que era um costume da época. Vários são nomeados, incluindo Zulade e Escague, presumivelmente sucessores.

### Conquista árabe

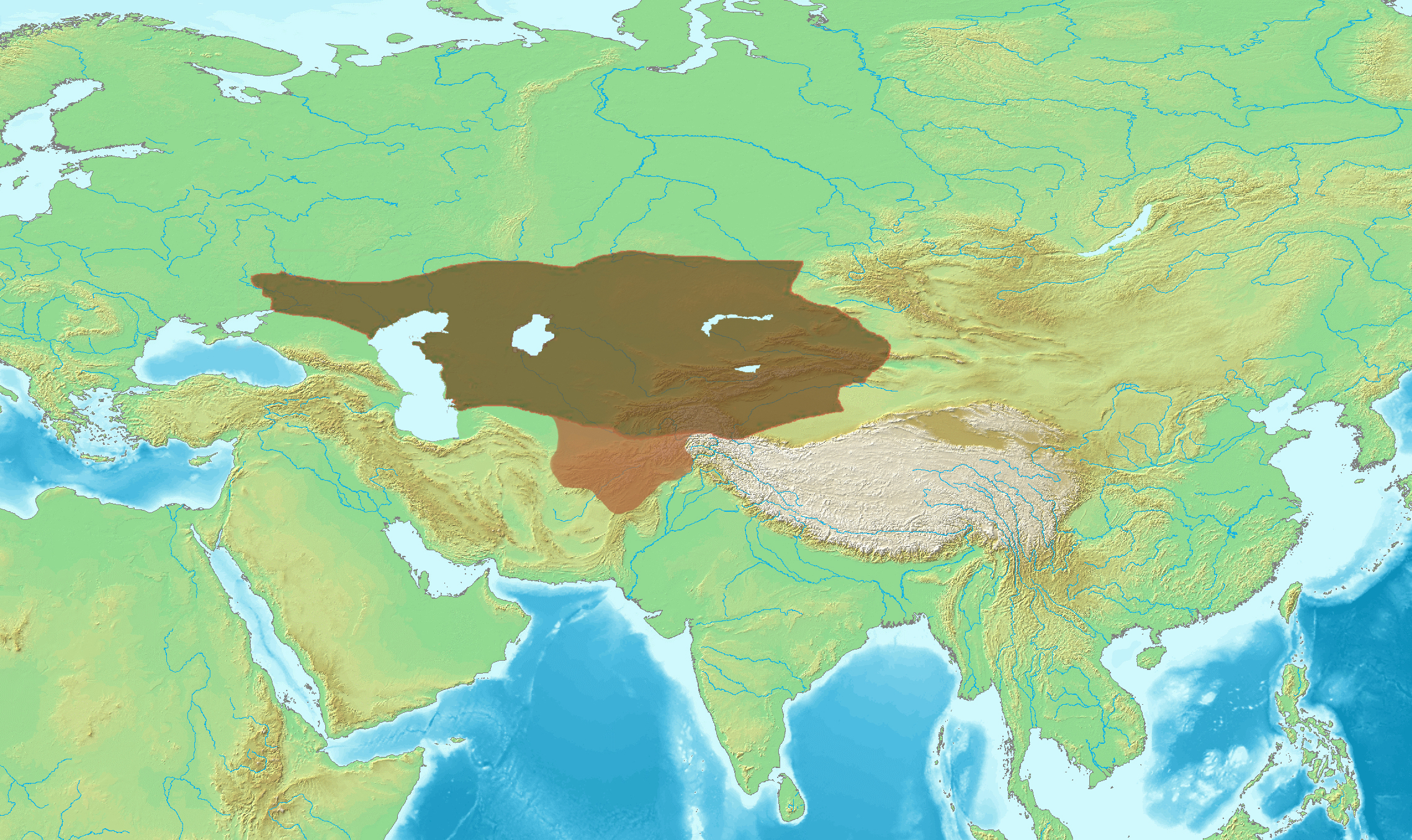
Grão-Canato Turco Ocidental

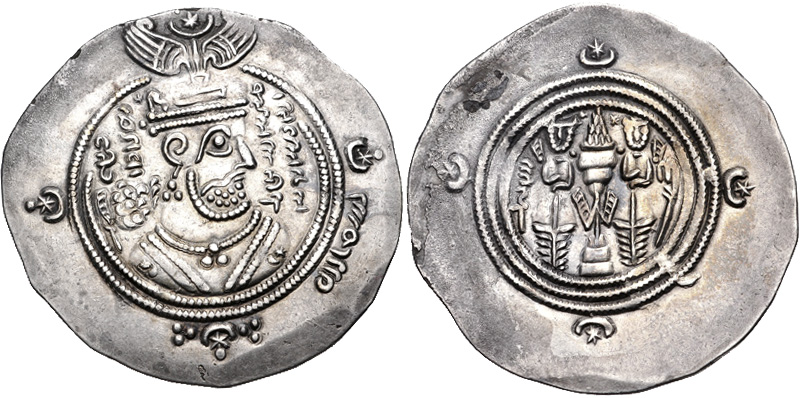
Dracma de r.

Em ca. 625, o Tocaristão e Gandara foram anexados pelo Grão-Canato Turco Ocidental (603–657), que se aproveitou da guerra em curso entre o império Sassânida e o Império Bizantino no Oriente Médio. Essa conquista destruiu o poder do Império Heftalita na região e as várias dinastias heftalitas locais foram substituídas por governantes turcomanos. Após a conquista, todos os principados do antigo Império Heftalita ficaram sob controle do iabegu do Tocaristão residindo em Cunduz. Gusgã aparece na enciclopédia chinesa Chin-fu-yüan-kuei do peregrino budista Xuanzang (fl.  602–664) sob o nome de Hu-shi-jian (Hu-ši-kien). Em ca. 650, o Grão-Canato Túrquico Ocidental declinou em poder e suas partes constituintes nominalmente se tornaram reinos e principados vassalos do Império Tangue. O primeiro iabegu do Tocaristão confirmado pelo imperador chinês foi Wushibo da dinastia Axina, mas em 653/4 os árabes, como parte da conquista muçulmana da Pérsia, começaram a conquista da região sob Anafe ibne Cais e seu general Acra ibne Habes Tamimi, que estavam agindo em nome do governador do Coração e Oriente Abedalá ibne Anre. Com base nas informações dos primeiros geógrafos muçulmanos, à época Gusgã se estendia até Balque e o Tocaristão a leste, ao rio Oxo ao norte, a leste até Pequena Marve e o Murgabe, e ao sul em direção ao Harirude Superior, confinada pelo Garchestão e Gur. Disseram também que era muito populosa, com terras agrícolas férteis e várias cidades, como Iaudia / Jaudã (Meimané), Xabergã, Ambar (Sar e Pol), Fariabe, Andecui e Calã. Destas, Ambar era a residência de inverno da linha reinante dos farigúnidas, enquanto Gorzovã era sua capital de verão.
Durante o reinado do califa ortodoxo Ali (r. 656–661), os árabes foram expulsos do leste do Planalto Iraniano até Nixapur e o sassânida Perozes III (r. 651–679), filho do último xá Isdigerdes III (r. 632–651), foi capaz de estabelecer algum nível de controle no Sistão com a ajuda do iabegu do Tocaristão. As sucessivas invasões árabes enfraqueceriam a poder do iabegu e permitiram a conquista efêmera de Balque e depois Cabul por Abederramão ibne Samura no tempo do califa omíada Moáuia I (r. 661–680). Quando o iabegu Pantunili foi citado em 705, a capital do iabegu foi transferida ao Badaquexão e os árabes ocuparam os territórios centrais do Tocaristão, incluindo as cidades de Herate, Cuspe e Xabergã, que tinham suas próprias casas da moeda que, desse momento em diante, caíram em desuso. Em 737, a área foi o local da decisiva Batalha de Caristão entre os árabes sob Assade ibne Abedalá Alcáceri e o Grão-Canato Turguexe (699–766) sob o grão-cã Suluque. Em 743, o álida Iáia ibne Zaíde, filho de Zaíde ibne Ali, se revoltou, mas foi derrotado e morto em Gusgã pelo governador omíada Nácer ibne Saiar. Seu túmulo foi mais tarde um local de peregrinação. Sob o Califado Abássida (750–1258), o governador local residia em Ambar, mas outros relatos mencionam Xabergã como capital, e os geógrafos Almocadaci e Iacute de Hama consideravam Jaudia como capital.

### Emirado Farigúnida

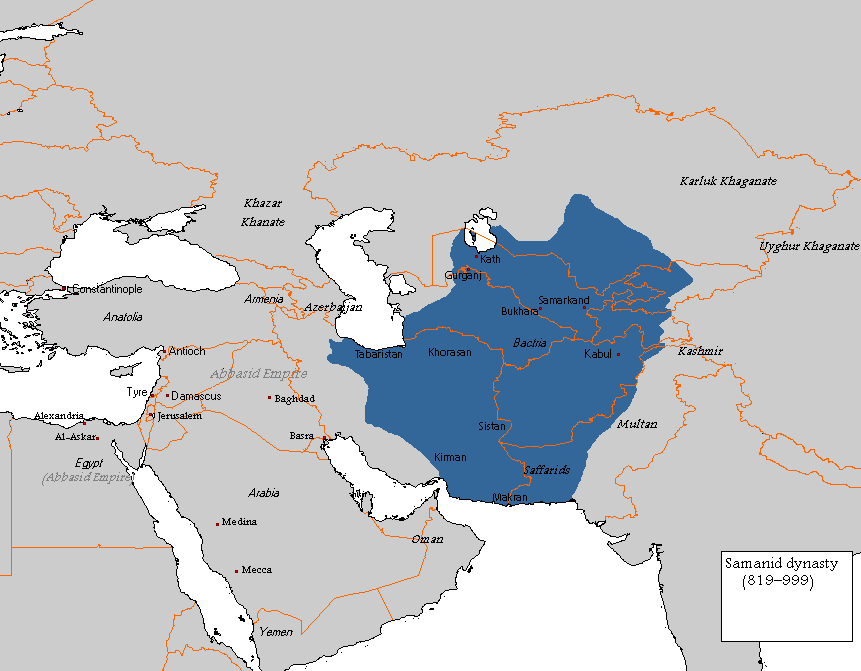
Império Samânida

Apesar da conquista, a dinastia nativa dos farigúnidas, que alegavam descendência do herói mitológico persa Faridum e carregavam o título de Gusgã-Cuda, continuaram a governar a região, inclusive consolidando seu poder como um importante emirado regional. Quiçá a pedido do emir Abu Alharite Maomé (m. 982), um geógrafo anônimo produziu a obra Hudud al-'Alam (lit. "Fronteiras do Mundo") que dá informações sobre as condições locais. A obra concorda que de início a capital do governador árabe ficava em Ambar, enquanto os emires residiam em Jaudia, porém, pelo tempo de sua composição, essa distinção já não era mais perceptível e os emires dominavam a partir de Ambar como vassalos do Império Samânida (819–999). A fronteira de Gusgã, à época, se estendia ao norte até o Oxo e os governantes de Garchestão e Gur eram vassalos farigúnidas. Nas cabeceiras de Murgabe, suas fronteiras englobavam os domínios do governante de Boste, que devia ter posse da porção oriental de Gur e Zabulistão. Além destes, nômades árabes nas estepes ao longo do Oxo, 20 000 em número, foram descritos como especialmente ricos e prestavam homenagem ao emir de Gusgã, que nomeava seu príncipe. Diz-se que Gurgã produzia cavalos, feltros, alforjes e madeira de árvore conje.
Nos primeiros anos do século XI, Gusgã foi anexada ao Império Gasnévida (977–1186) e sua história desde então esteve integrada à história do norte do atual Afeganistão sob os Impérios Gasnévida, Seljúcida (1037–1194), Gúrida (antes de 809–1215), Ilcânida (1256–1335) e Timúrida (1370–1507). No século XIII, surge o historiador gúrida Menhaje e Seraje Jusjani, e no século XIV Handalá Mustaufi cita as cidades de Jaudia, Fariabe e Xabergã. O nome Gusgã caiu em desuso até ser revivido no século XX como nome de uma das províncias do Afeganistão criadas com as reformas de 1964.